# Paul Wender
Paul Anthony Wender (* 1947) ist ein US-amerikanischer Chemiker (Organische Synthese). Er ist Professor an der Stanford University.
Wender studierte am Wilkes College mit dem Bachelor-Abschluss 1969 und wurde 1973 an der Yale University bei Frederick E. Ziegler promoviert. Als Post-Doktorand war er 1974 an der Columbia University. 1974 wurde er Assistant Professor und später Associate Professor an der Harvard University sowie 1982 Professor in Stanford. Er ist dort Francis W. Bergstrom Professor.
Wender befasst sich mit der gezielten Synthese komplexer biologisch interessanter Moleküle und prägte den Begriff Funktionsorientierte Synthese (function oriented synthesis). Dabei verfolgt er Anwendungen zum Beispiel für Medikamente in der Krebstherapie und synthetisierte unter anderem Phorbol, Taxol, Resiniferatoxin und Prostratin. Aufgrund seiner Arbeiten zur Synthese von Indolderivaten wurde die 1981 von ihm beschriebene Wender-Indol-Synthese nach im benannt.
1979 war Wender Sloan Research Fellow. Er ist Mitglied der National Academy of Sciences (2003), der American Academy of Arts and Sciences (1992) und der American Association for the Advancement of Science. 1995 erhielt er den Pfizer Research Award für synthetische organische Chemie, den Eli Lilly Grantee Award, den Arthur C. Cope Scholar Award, den Humboldt-Forschungspreis, 1988 den Ernest Guenther Award der ACS, deren American Chemical Society Award for Creative Work in Synthetic Organic Chemistry und 2003 deren H. C. Brown Award. Von der Yale University empfing er 2010 die Wilbur Cross Medal. 2013 erhielt er die Prelog-Medaille, 2012 den Tetrahedron-Preis, 2015 den Arthur C. Cope Award und 2024 die Sir Derek H. Barton Gold Medal.
Seit 1980 war er Berater bei Eli Lilly und er ist außerdem Berater von CellGate.
Er ist nicht mit dem Psychologen Paul H. Wender zu verwechseln.